# Lista de regiões geográficas intermediárias e imediatas de Rondônia

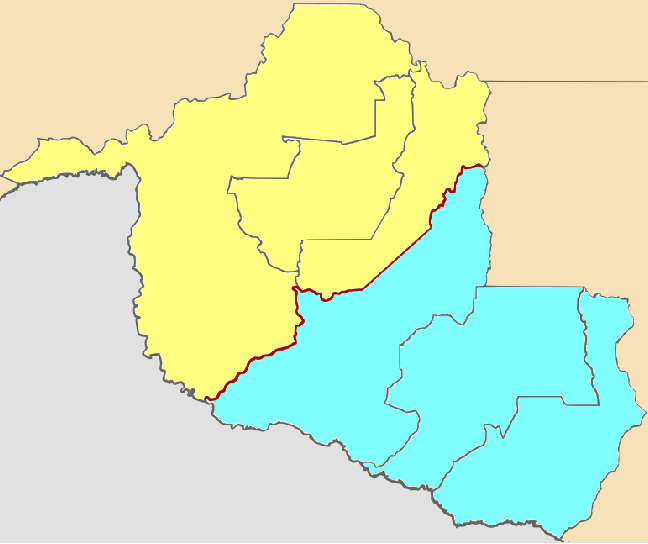
Divisão das regiões intermediárias (vermelho) e imediatas (cinza).

Esta é a lista de regiões geográficas intermediárias e imediatas de Rondônia, estado brasileiro da Região Norte do país. Rondônia é composta por 52 municípios, que estão distribuídos em seis regiões geográficas imediatas, que por sua vez estão agrupadas em duas regiões geográficas intermediárias, segundo a divisão do Instituto Brasileiro de Geografia e Estatística (IBGE) vigente desde 2017. A primeira seção aborda as regiões geográficas intermediárias e suas respectivas regiões imediatas integrantes, enquanto que a segunda trata das regiões geográficas imediatas e seus respectivos municípios, divididas por regiões intermediárias e ordenadas pela codificação do IBGE.
As regiões geográficas intermediárias foram apresentadas em 2017, com a atualização da divisão regional do Brasil, e correspondem a uma revisão das antigas mesorregiões, que estavam em vigor desde a divisão de 1989. As regiões geográficas imediatas, por sua vez, substituíram as microrregiões. Na divisão vigente até 2017, os municípios do estado estavam distribuídos em oito microrregiões e duas mesorregiões, segundo o IBGE.

## Regiões geográficas intermediárias
| Região geográfica intermediária | Código | Número de municípios | Regiões geográficas imediatas | Código | Número de municípios |
| ------------------------------- | ------ | -------------------- | ----------------------------- | ------ | -------------------- |
| Porto Velho                     | 1101   | 18                   | Porto Velho                   | 110001 | 5                    |
| Porto Velho                     | 1101   | 18                   | Ariquemes                     | 110002 | 8                    |
| Porto Velho                     | 1101   | 18                   | Jaru                          | 110003 | 5                    |
| Ji-Paraná                       | 1102   | 34                   | Ji-Paraná                     | 110004 | 13                   |
| Ji-Paraná                       | 1102   | 34                   | Cacoal                        | 110005 | 14                   |
| Ji-Paraná                       | 1102   | 34                   | Vilhena                       | 110006 | 7                    |

## Regiões geográficas imediatas por regiões intermediárias

### Porto Velho
| Região geográfica imediata | Código | Municípios                |
| -------------------------- | ------ | ------------------------- |
| Porto Velho                | 110001 | Candeias do Jamari        |
| Porto Velho                | 110001 | Guajará-Mirim             |
| Porto Velho                | 110001 | Itapuã do Oeste           |
| Porto Velho                | 110001 | Nova Mamoré               |
| Porto Velho                | 110001 | Porto Velho               |
| Ariquemes                  | 110002 | Alto Paraíso              |
| Ariquemes                  | 110002 | Ariquemes                 |
| Ariquemes                  | 110002 | Buritis                   |
| Ariquemes                  | 110002 | Cacaulândia               |
| Ariquemes                  | 110002 | Campo Novo de Rondônia    |
| Ariquemes                  | 110002 | Cujubim                   |
| Ariquemes                  | 110002 | Monte Negro               |
| Ariquemes                  | 110002 | Rio Crespo                |
| Jaru                       | 110003 | Governador Jorge Teixeira |
| Jaru                       | 110003 | Jaru                      |
| Jaru                       | 110003 | Machadinho d'Oeste        |
| Jaru                       | 110003 | Theobroma                 |
| Jaru                       | 110003 | Vale do Anari             |

### Ji-Paraná
| Região geográfica imediata | Código | Municípios               |
| -------------------------- | ------ | ------------------------ |
| Ji-Paraná                  | 110004 | Alvorada d'Oeste         |
| Ji-Paraná                  | 110004 | Costa Marques            |
| Ji-Paraná                  | 110004 | Ji-Paraná                |
| Ji-Paraná                  | 110004 | Mirante da Serra         |
| Ji-Paraná                  | 110004 | Nova União               |
| Ji-Paraná                  | 110004 | Ouro Preto do Oeste      |
| Ji-Paraná                  | 110004 | Presidente Médici        |
| Ji-Paraná                  | 110004 | São Francisco do Guaporé |
| Ji-Paraná                  | 110004 | São Miguel do Guaporé    |
| Ji-Paraná                  | 110004 | Seringueiras             |
| Ji-Paraná                  | 110004 | Teixeirópolis            |
| Ji-Paraná                  | 110004 | Urupá                    |
| Ji-Paraná                  | 110004 | Vale do Paraíso          |
| Cacoal                     | 110005 | Alta Floresta d'Oeste    |
| Cacoal                     | 110005 | Alto Alegre dos Parecis  |
| Cacoal                     | 110005 | Cacoal                   |
| Cacoal                     | 110005 | Castanheiras             |
| Cacoal                     | 110005 | Espigão d'Oeste          |
| Cacoal                     | 110005 | Ministro Andreazza       |
| Cacoal                     | 110005 | Nova Brasilândia d'Oeste |
| Cacoal                     | 110005 | Novo Horizonte do Oeste  |
| Cacoal                     | 110005 | Parecis                  |
| Cacoal                     | 110005 | Pimenta Bueno            |
| Cacoal                     | 110005 | Primavera de Rondônia    |
| Cacoal                     | 110005 | Rolim de Moura           |
| Cacoal                     | 110005 | Santa Luzia d'Oeste      |
| Cacoal                     | 110005 | São Felipe d'Oeste       |
| Vilhena                    | 110006 | Cabixi                   |
| Vilhena                    | 110006 | Cerejeiras               |
| Vilhena                    | 110006 | Chupinguaia              |
| Vilhena                    | 110006 | Colorado do Oeste        |
| Vilhena                    | 110006 | Corumbiara               |
| Vilhena                    | 110006 | Pimenteiras do Oeste     |
| Vilhena                    | 110006 | Vilhena                  |